# Chácara das Flores
Chácara das Flores est un quartier de la ville brésilienne de Santa Maria, Rio Grande do Sul. Le quartier est situé dans district de Sede.

## Vilas
Le quartier possède les vilas suivantes : Balneário das Pedras Brancas, Chácara das Flores, Chácara das Rosas, Desmembramento Fernando Friedrich, Vila Cerro Azul, Vila das Flores, Vila Itagiba, Vila Sant'Anna, Vila Santa Terezinha, Vila São Rafael, Vila Tiarajú, Vila Vitória.

## Galerie

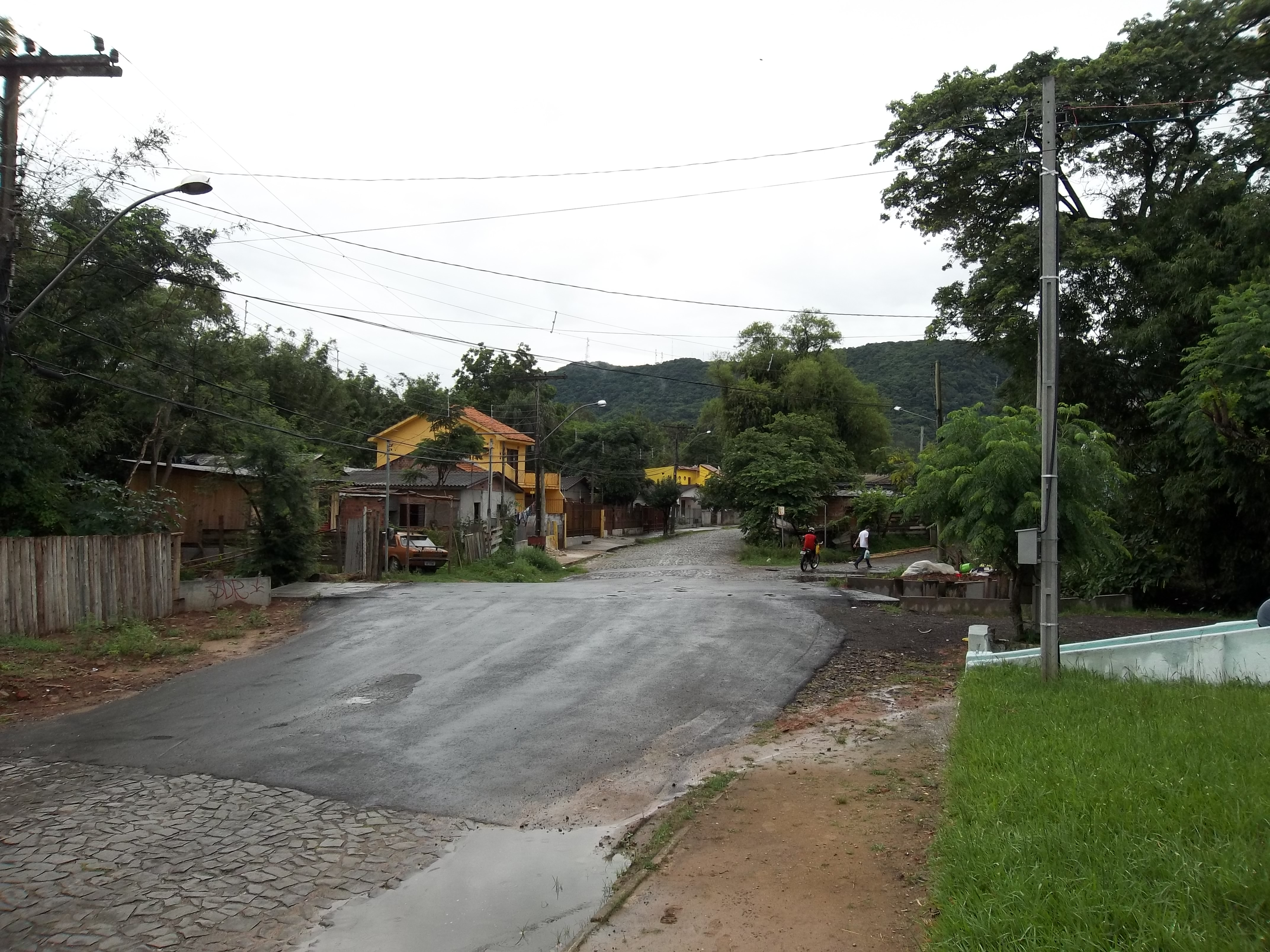
Angle des rues Silvio Romero et Aparício Borges.